# Яблоновка (Деражнянский район)
Яблоновка (укр. Яблунівка) — село в Деражнянском районе Хмельницкой области Украины.
Население по переписи 2001 года составляло 557 человек. Почтовый индекс — 32207. Телефонный код — 3856. Занимает площадь 2,266 км². Код КОАТУУ — 6821589201.

## Местный совет
32207, Хмельницкая обл., Деражнянский р-н, с. Яблоновка, переул. Мира, 1